# Ficus (stolica tytularna)
Ficus (łac. Diocesis Ficensis) – stolica historycznej diecezji w Cesarstwie rzymskim, w prowincji Mauretania Sitifense, zlikwidowana w VII w. podczas ekspansji islamskiej, współcześnie w północnej Algierii. Obecnie katolickie biskupstwo tytularne.

## Biskupi
| Lp. | Biskup                  | Funkcja                                            | Od                | Do                   |
| --- | ----------------------- | -------------------------------------------------- | ----------------- | -------------------- |
| 1   | Edward Francis Kelly    | biskup pomocniczy Sydney (Australia)               | 6 lutego 1969     | 19 grudnia 1975      |
| 2   | Jaime Pedro Gonçalves   | biskup koadiutor Beiry (Mozambik)                  | 19 grudnia 1975   | 3 grudnia 1976       |
| 3   | Crisostomo Yalung       | biskup pomocniczy Manili (Filipiny)                | 25 marca 1994     | 18 października 2001 |
| 4   | Jabulani Adatus Nxumalo | biskup pomocniczy Bloemfontein (Południowa Afryka) | 8 lipca 2002      | 10 października 2005 |
| 5   | Gregório Paixão Neto    | biskup pomocniczy São Salvador (Brazylia)          | 7 czerwca 2006    | 10 października 2012 |
| 6   | Darci José Nicioli      | biskup pomocniczy Aparecidy (Brazylia)             | 14 listopada 2012 | 9 marca 2016         |
| 7   | Angelo Pagano           | wikariusz apostolski Harar (Etiopia)               | 16 kwietnia 2016  |                      |